# Paral·lel 47° sud
El paral·lel 47° sud és una línia de latitud que es troba a 47 graus sud de la línia equatorial terrestre. Travessa l'oceà Atlàntic, l'Oceà Índic, l'Oceà Pacífic i Amèrica del Sud.
En aquesta latitud el sol és visible durant 15 hores, 54 minuts durant el solstici d'hivern i 8 hores, 31 minuts durant el solstici d'estiu.

## Geografia
En el sistema geodèsic WGS84, al nivell de 47° de latitud sud, un grau de longitud equival a 76,056 km; la longitud total del paral·lel és de 27.380 km, que és aproximadament 68,0% de la de l'equador, del que es troba a 5.207 km i a 4.795 km del pol Sud

## Arreu del món
A partir del Meridià de Greenwich i cap a l'est, el paral·lel 47° sud passa per: 
| Coordenades                               | País. Territori o mar | Notes                                                    |
| ----------------------------------------- | --------------------- | -------------------------------------------------------- |
| 47° 0′ S, 0° 0′ E / 47.000°S,0.000°E      | Oceà Atlàntic         |                                                          |
| 47° 0′ S, 20° 0′ E / 47.000°S,20.000°E    | Oceà Índic            | Passa al sud de les illes del Príncep Eduard, Sud-àfrica |
| 47° 0′ S, 147° 0′ E / 47.000°S,147.000°E  | Oceà Pacífic          | Mar de Tasmània                                          |
| 47° 0′ S, 167° 42′ E / 47.000°S,167.700°E | Nova Zelanda          | Illa Stewart/Rakiura                                     |
| 47° 0′ S, 168° 13′ E / 47.000°S,168.217°E | Oceà Pacífic          |                                                          |
| 47° 0′ S, 74° 3′ O / 47.000°S,74.050°O    | Xile                  |                                                          |
| 47° 0′ S, 71° 52′ O / 47.000°S,71.867°O   | Argentina             |                                                          |
| 47° 0′ S, 66° 48′ O / 47.000°S,66.800°O   | Oceà Atlàntic         |                                                          |